# Белорукий гиббон
Белорукий гиббон, или лар (лат. Hylobates lar) — вид приматов из семейства гиббоновых. Является одним из наиболее известных видов семейства и часто встречается в зоопарках.

## Внешность
Цвет шерсти белорукого гиббона варьирует от чёрного и тёмно-коричневого до светло-коричневого и песчаного. Его руки и ноги окрашены в белый цвет, равно как волосы, обрамляющие его чёрное лицо. И самцы, и самки могут встречаться в разных цветовых вариантах. Густой мех отлично защищает от холода в сезон дождей. Оба пола почти не отличаются друг от друга по величине. Как и у всех гиббонов, у них очень длинные и сильные руки, легкое и стройное тело, хвоста нет. Поскольку большую часть жизни гиббоны проводят на деревьях, их руки с длинными и узкими пятипалыми ладонями гораздо длиннее ног. Они позволяют гиббону легко перемахивать с ветки на ветку. Лицевая часть головы безволосая; чёрная кожа лица окаймлена шерстью. На лице расположены близкопосаженные глаза с коричневыми радужинами. Такое расположение глаз обеспечивает хорошее бинокулярное зрение, и примат прекрасно ориентируется в густых кронах деревьев.

## Распространение
Естественный ареал белоруких гиббонов распростирается от юго-западного Китая и восточной Мьянмы до Малайского полуострова. Также он встречается на северо-западе острова Суматра и на острове Ява. Они встречаются во влажных тропических лесах, но также их можно встретить и в сухих лесных массивах, в горах поднимается на высоты до 2000 м над уровнем моря.

## Поведение
Белорукие гиббоны активны в дневное время. С помощью своих сильных и длинных рук они передвигаются по веткам методом брахиации, то есть раскачиваясь на руках с одного сука на другой. На земле они встречаются довольно редко. Белорукие гиббоны ведут моногамный стиль жизни и пары остаются друг с другом всю свою жизнь. Семейные группы живут на чётко очерченных территориях, о которых они предупреждают других гиббонов с помощью пения. Их пища состоит главным образом из фруктов и дополняется листьями, почками и насекомыми.
В вопросе размножения белорукие гиббоны мало чем отличаются от других видов семейства. После длящейся семь месяцев беременности на свет рождается по одному детёнышу. На протяжении двух лет после рождения он питается молоком матери и остаётся в семье вплоть до достижения половой зрелости в восьмилетнем возрасте. Средняя продолжительность жизни белоруких гиббонов составляет примерно 25 лет. Отмечен рекорд долголетия — 31 год и 6 месяцев.
Зоолог Карпентер наблюдал распорядок дня у белорукого гиббона:
- 5:30-6:30 — время, в которое гиббон просыпается;
- 6:00-8:00 — в это время гиббон криком оповещает окрестности о своих владениях, затем занимается уходом за собой и утренней зарядкой; за этим следуют прыжки с ветки на ветку;
- 8:00-9:00 — направляется к «столовой» — дереву, на котором ест плоды;
- 9:00-11:00 — приём пищи;
- 11:00-11:30 — путь к месту послеобеденного отдыха;
- 11:30-15:00 — послеобеденный отдых практически без движений, затем — чистка шерсти;
- 15:00-17:00 — приём пищи в месте, отличном от первого;
- 17:00-19:00 — путь к месту сна;
- 18:00 и до захода солнца — приготовление ко сну;
- 18:30-5:30 — сон.

## Угрозы
Белорукие гиббоны относятся к видам, находящимся под угрозой исчезновения. В некоторых странах на них охотятся из-за их мяса, в других убивают родителей, чтобы сделать из детёнышей домашних зверей. Однако наибольшая опасность исходит от сокращения их жизненного пространства. С большой скоростью продвигается вырубка лесов Юго-Восточной Азии, чтобы добыть место для плантаций, полей и поселений. Несмотря на то, что правительствами стран этого региона были созданы заповедники и национальные парки, они зачастую плохо охраняются и браконьерство в них продолжается.

## Подвиды
У белорукого гиббона насчитывается пять подвидов:
- Hylobates lar lar
- Hylobates lar carpenteri
- Hylobates lar entelloides
- Hylobates lar vestitus
- Hylobates lar yunnanensis

## Галерея

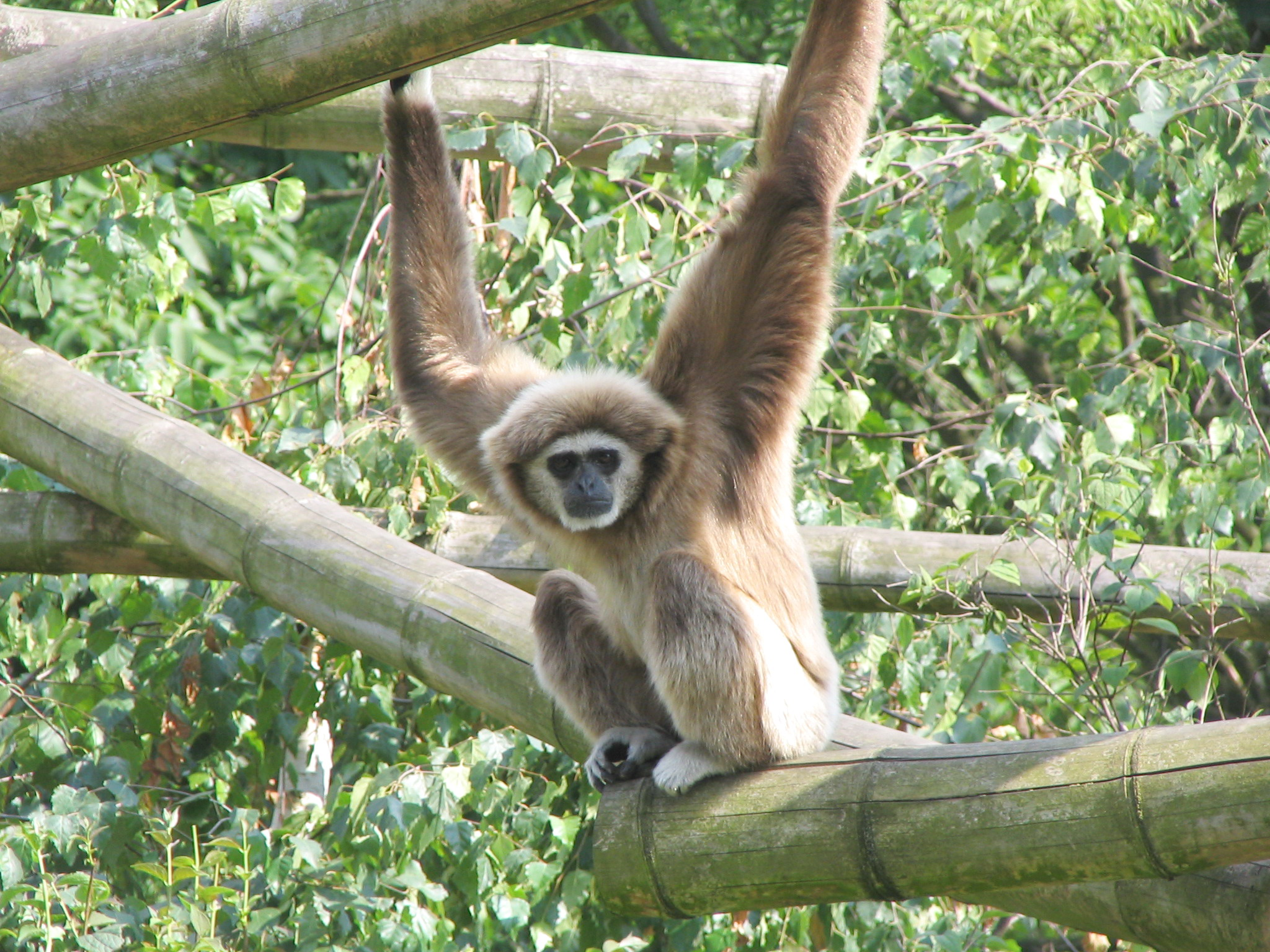
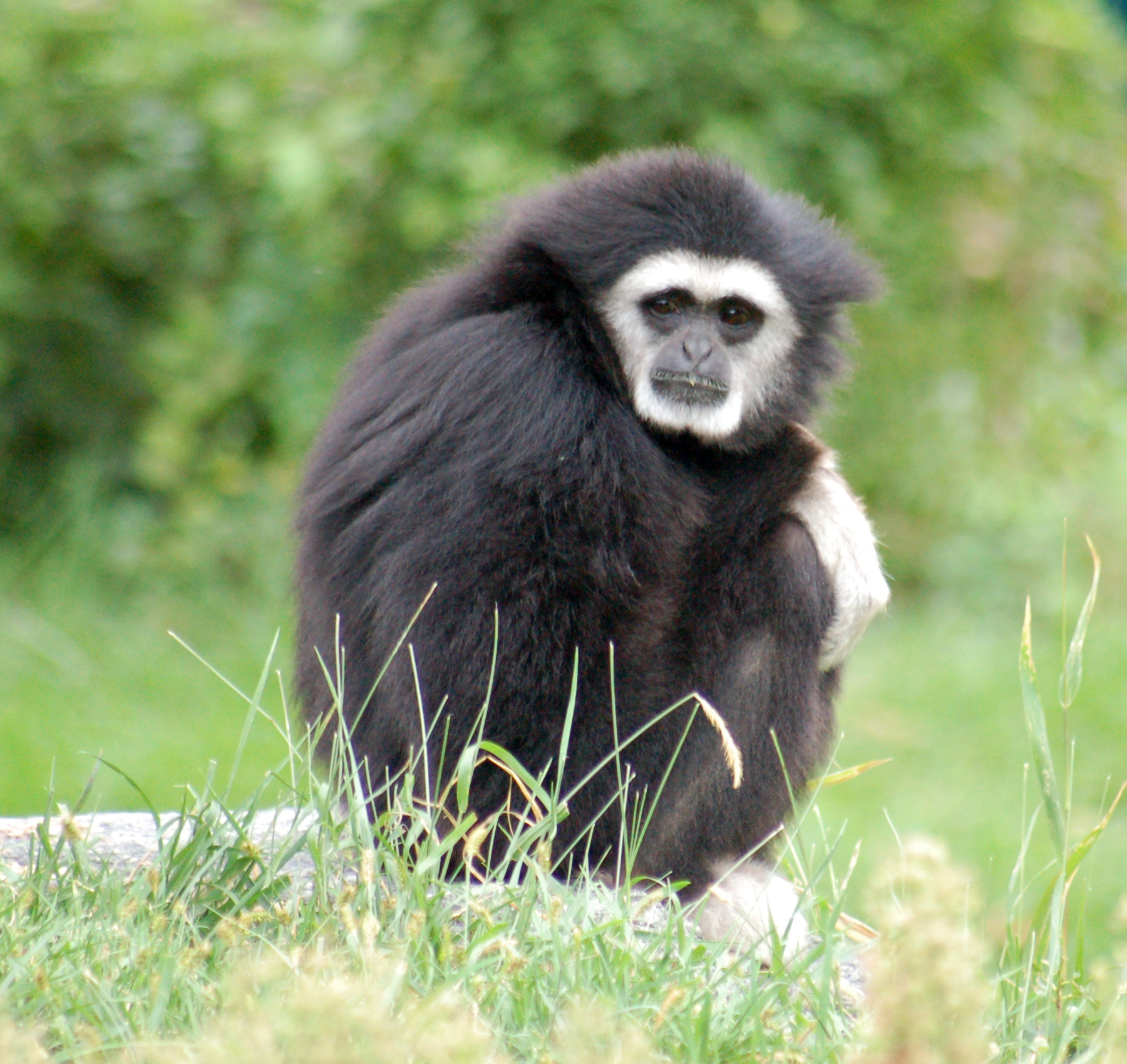
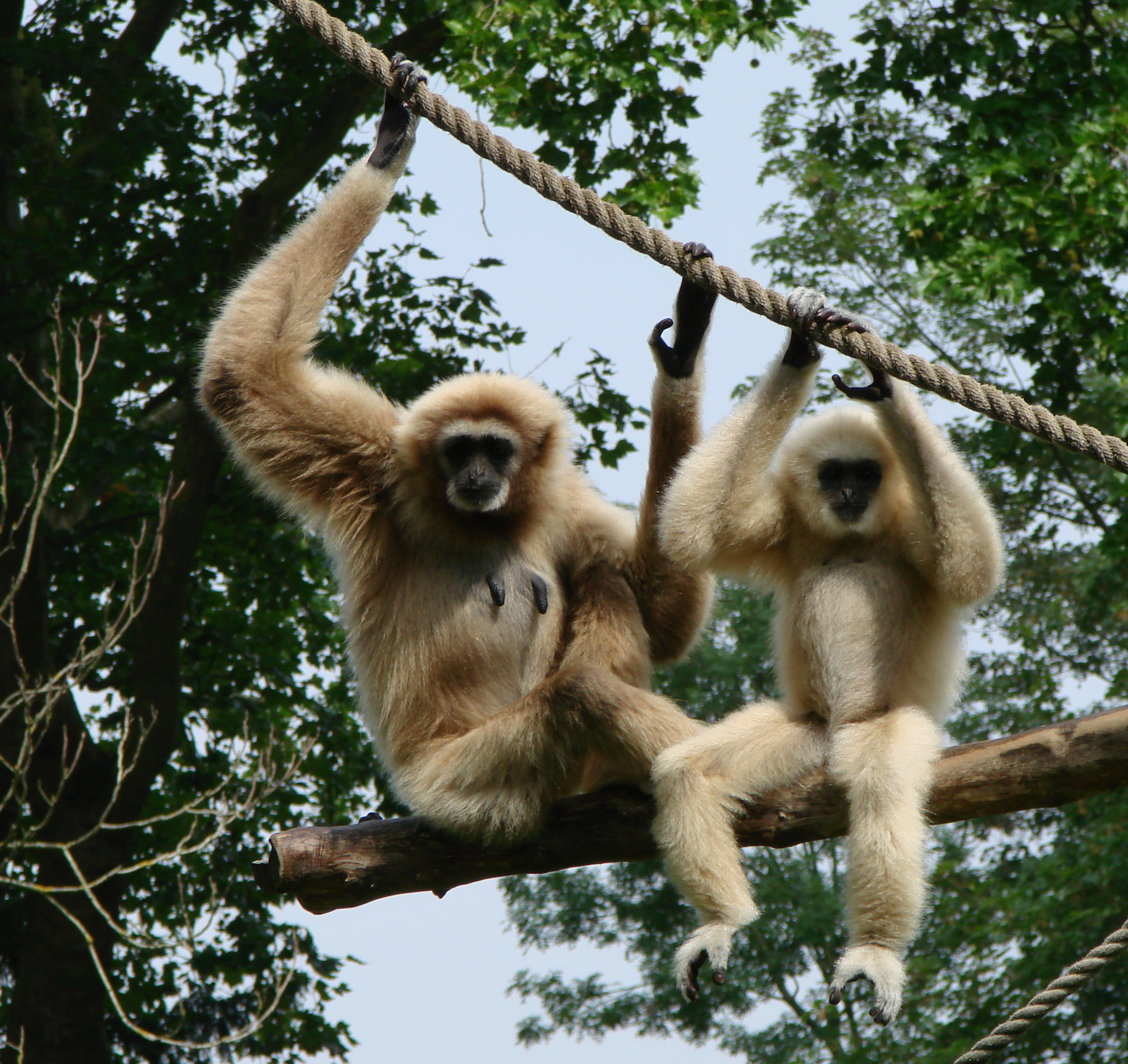